# Lovis Corinth: Die Gemälde
Lovis Corinth: Die Gemälde ist ein Werkverzeichnis der Gemälde des deutschen Malers Lovis Corinth, das  erstmals 1958 unter dem Titel Die Gemälde von Lovis Corinth von dessen Witwe Charlotte Berend-Corinth beim Bruckmann Verlag in München veröffentlicht wurde. 1992 erschien es in einer neuen und durch Béatrice Hernad überarbeiteten Auflage.

## Inhalt
Das Werkverzeichnis enthält im Kern eine Kurzbeschreibung aller bekannten Gemälde des Malers Lovis Corinth, die in ungefährer zeitlicher Abfolge nummeriert sind und in Ausstellungskatalogen als BC (=Berend-Corinth) referenziert werden. Die erste Auflage von 1958 enthält zudem ein Vorwort von Charlotte Berend-Corinth und eine Einführung von Hans Konrad Röthel. Das Vorwort wurde auch in der zweiten Auflage von 1992 abgedruckt und dort durch ein weiteres Vorwort der gemeinsamen Tochter Wilhelmine Corinth und eine Einführung des Kunsthistorikers Hans-Jürgen Imiela ergänzt.
Das „Verzeichnis der Gemälde“ umfasste ursprünglich 983 und in der Neubearbeitung 1005 Werke des Malers, die im Abbildungsteil durch Schwarzweiß-Bilder sowie einige Farbtafeln ergänzt werden. Neben der Bezeichnung der Maltechnik (vor allem „Öl/Lw.“) enthalten die einzelnen Bildbeschreibungen Angaben über die Maße, die Signatur, die Provenienz (soweit bekannt) sowie über Abbildungen, Ausstellungen und Auktionskataloge (erst in der Neubearbeitung seit 1958). Die eigentliche Bildbeschreibung ist in der Regel sehr kurz und wird bei vielen Gemälden durch ebenfalls knappe Bemerkungen ergänzt. Im Anhang finden sich Lebensdaten des Künstlers sowie Ausschnitte aus Briefen und Zitate, die sich auf einzelne Werke im Werkverzeichnis beziehen, den Abschluss bildet eine umfassende Bibliographie.
Bei der Überarbeitung von 1992 wurde die Nummerierung von 1958 beibehalten, im Fall von Neudatierungen wurde die alte Datierung im Text- und Bildteil angegeben. In Absprache mit Wilhelmine Corinth neu aufgenommene Gemälde wurden am Ende des Verzeichnisses angefügt, dabei handelt es sich um insgesamt 22 Werke.

## Ausgaben
- Charlotte Berend-Corinth: Die Gemälde von Lovis Corinth Bruckmann Verlag, München 1958, (online).
- Charlotte Berend-Corinth: Lovis Corinth: Die Gemälde. Neu bearbeitet von Béatrice Hernad. Bruckmann Verlag, München 1992. ISBN 3-7654-2566-4.